# Johannes Crellius

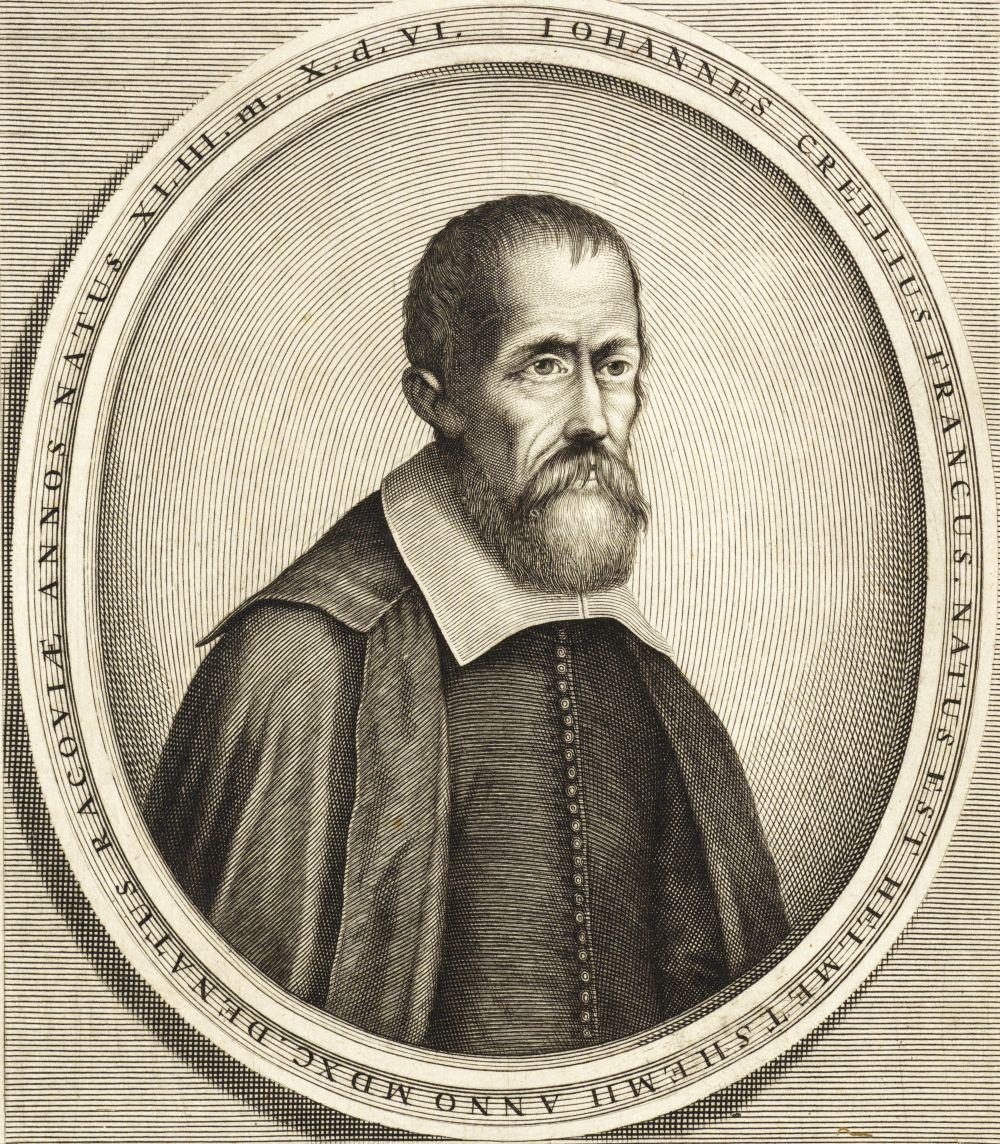
Johannes Crellius

Johannes Crell(ius),  auch: Johannes Krell, Jan Crell (* 26. Juli 1590 in Helmitsheim; † 11. Juni 1633 in Raków), war ein polnisch-deutscher sozinianischer Theologe und Pädagoge.

## Leben
Als Sohn eines Predigers geboren, genoss Crellius zunächst die Bildung durch seinen Vater. Im Alter von zehn Jahren besuchte er die Schule in Nürnberg, wechselte dann nach Stollberg und Marienberg. 1606 immatrikulierte er sich an der Universität Altdorf und hörte unter anderem bei Ernst Soner. Nach seinem Studium wurde er Inspektor in Altdorf und geriet in den Verdacht die reformierte Lehre des Calvinismus zu vertreten. Obwohl er die Vorwürfe widerlegte, sah er in seiner Heimat keinen Grund mehr zu bleiben und begab sich im November 1612 nach Raków.
In Rakow fand er durch den Adel gefördert das entsprechende Umfeld um seine sozinianische Überzeugung zum Ausdruck zu bringen. 1616 wurde ihm das Rektorat der Rakówer Akademie übertragen, die während seiner zehnjährigen Amtszeit als Pädagoge an der Einrichtung, zur Blüte gelangte. 1622 wurde ihm das Angebot unterbreitet, Prediger der dortigen Gemeinde zu werden. Dieses Angebot nahm er an und verfasste in jener Zeit bis zu seinem Tod theologische exegetische Arbeiten. Im Jahr 1630 übersetzte Crellius zusammen mit Joachim Stegmann das Rakauische Neue Testament ins Deutsche.
Crellius war einer der führenden Theologen der Polnischen Brüder und der Autor von Ad librum Hugonis Grotii quem de satisfactione Christi (1623), De Deo et eius attributis (1630) und De uno Deo Patre libri duo (1631). Seit 1613 wirkte er an der Akademie von Raków, deren Rektor er von 1616 bis 1621 war. Sein Sohn Christopher Crell-Spinowski wurde ebenfalls unitarischer Theologe und Prediger.

## Einfluss
Seine Werke wurden im Jahre 1665 in Amsterdam gedruckt unter der Bibliotheca Fratrum Polonorum quos Unitarios vocant. Voltaire und John Locke waren durch seine Schriften beeinflusst. Später zitiert Thomas Belsham (1750–1829) aus Crell ausgiebig.